# Joe-Max Moore
Joe-Max Moore, född 23 februari 1971 i Tulsa, är en amerikansk före detta fotbollsspelare. Han har under karriären spelat för klubbar i Tyskland, USA och England. För USA:s landslag gjorde han 100 landskamper mellan 1992 och 2002. Han valdes in i National Soccer Hall of Fame 4 april 2013.

## Karriär

### Klubblag
Efter high school valde Joe-Max Moore att spela med UCLA Bruins i NCAA där han spelade tillsammans med de blivande landslagsspelarna Brad Friedel, Chris Henderson och Cobi Jones. Efter college flyttade Moore till tyska FC Saarbrücken där han gjorde 13 mål på 30 ligamatcher. Säsongen 1995/1996 såldes han vidare till FC Nürnberg där han vann den interna skytteligan med åtta mål på 27 matcher.
1996 när Major League Soccer precis hade startat värvades Moore till New England Revolution. Under sina fyra år i klubben blev han klubbens bästa målskytt och blev 1999 uttagen i All-Starlaget.
I november 1999 skrev Moore på för engelska Everton. Hans karriär i England började bra med fem mål på de fem första matcherna i hans nya klubb, men målen uteblev efter det och i december 2002 sades hans kontrakt upp.
Joe-Max Moore återvände till USA och New England Revolution 2003. Efter att ha spelat regelbundet säsongen 2003 gjorde han bara tre matcher året efter innan han ådrog sig en knäskada. Han planerade att återkomma till fotbollen till 2005 års säsong men skadade återigen knäet under försäsongsträningen. Han opererades 25 januari 2005 och två dagar senare meddelade han att fotbollskarriären var över. Moore gjorde totalt 111 poäng (41 mål, 35 assister) för Revolution, vilket var rekord tills Taylor Twellman slog det 2007.

### Landslag
Joe-Max Moore gjorde debut för USA:s landslag 3 september 1992 i 2-0-segern mot Kanada. Han deltog i tre VM-slutspel; 1994, 1998 och 2002. I sin sista landskamp mot Polen under VM 2002 blev han den sjätte amerikanen att spela 100 landskamper.

#### Internationella mål
| Nr | Datum            | Spelplats                          | Motståndare         | Mål | Resultat | Tävling                 |
| -- | ---------------- | ---------------------------------- | ------------------- | --- | -------- | ----------------------- |
| 1  | 30 januari 1993  | Tempe, USA                         | Danmark             | 2–2 | 2-2      | Vänskapsmatch           |
| 2  | 9 april 1993     | Riyadh, Saudiarabien               | Saudiarabien        | 1–0 | 2–0      | Vänskapsmatch           |
| 3  | 14 november 1993 | Mission Viejo, USA                 | Caymanöarna         | 2–0 | 8–1      | Vänskapsmatch           |
| 4  | 14 november 1993 | Mission Viejo, USA                 | Caymanöarna         | 8–1 | 8–1      | Vänskapsmatch           |
| 5  | 5 december 1993  | Los Angeles, USA                   | El Salvador         | 2–0 | 7-0      | Vänskapsmatch           |
| 6  | 5 december 1993  | Los Angeles, USA                   | El Salvador         | 3–0 | 7-0      | Vänskapsmatch           |
| 7  | 5 december 1993  | Los Angeles, USA                   | El Salvador         | 6–0 | 7-0      | Vänskapsmatch           |
| 8  | 5 december 1993  | Los Angeles, USA                   | El Salvador         | 7–0 | 7-0      | Vänskapsmatch           |
| 9  | 7 maj 1994       | Fullerton, USA                     | Estland             | 4–0 | 4–0      | Vänskapsmatch           |
| 10 | 22 juli 1995     | Maldonado, Uruguay                 | Colombia            | 1–4 | 1-4      | Copa América 1995       |
| 11 | 8 oktober 1995   | Washington, D.C., USA              | Saudiarabien        | 2–3 | 4-3      | Vänskapsmatch           |
| 12 | 13 januari 1996  | Anaheim, USA                       | Trinidad och Tobago | 3–1 | 3–2      | Gold Cup 1996           |
| 13 | 30 augusti 1996  | Los Angeles, USA                   | El Salvador         | 1–0 | 3–1      | Vänskapsmatch           |
| 14 | 30 augusti 1996  | Los Angeles, USA                   | El Salvador         | 3–1 | 3–1      | Vänskapsmatch           |
| 15 | 24 november 1996 | Port of Spain, Trinidad och Tobago | Trinidad och Tobago | 1–0 | 1–0      | Kval till VM 1998       |
| 16 | 22 januari 1997  | Pasadena, USA                      | Danmark             | 1–2 | 1–4      | Nike US Cup 1997        |
| 17 | 1 februari 1998  | Oakland, USA                       | Kuba                | 3–0 | 3-0      | Gold Cup 1998           |
| 18 | 11 mars 1999     | Los Angeles, USA                   | Guatemala           | 2–0 | 3-1      | Nike US Cup 1999        |
| 19 | 13 juni 1999     | Washington, D.C., USA              | Argentina           | 1–0 | 1-0      | Vänskapsmatch           |
| 20 | 30 juli 1999     | Guadalajara, Mexiko                | Tyskland            | 2–0 | 2-0      | Confederations Cup 1999 |
| 21 | 16 augusti 2000  | Foxborough, USA                    | Barbados            | 3–0 | 7-0      | Kval till VM 2002       |
| 22 | 16 augusti 2000  | Foxborough, USA                    | Barbados            | 7–0 | 7-0      | Kval till VM 2002       |
| 23 | 7 oktober 2001   | Foxborough, USA                    | Jamaica             | 1–0 | 2-1      | Kval till VM 2002       |
| 24 | 7 oktober 2001   | Foxborough, USA                    | Jamaica             | 2–1 | 2-1      | Kval till VM 2002       |

## Meriter
USA
- CONCACAF Gold Cup
  - Silver: 1993, 1998
  - Brons: 1996

- FIFA Confederations Cup
  - Brons: 1999